# Лари Пъркинс
Лари Пъркинс (на английски: Larry Perkins) е австралийски пилот от Формула 1, роден е на 18 май 1950 г. в Мурайвил, Виктория, Австралия.

## Кариера във Формула 1
Лари Пъркинс дебютира във Формула 1 през 1974 г. в Голямата награда на Германия с тима на Еймън, в световния шампионат на Формула 1 записва 15 участия като не успява да спечели точки. Състезава се за пет различни отбора.